# Lionel Sackville, 1. Duke of Dorset

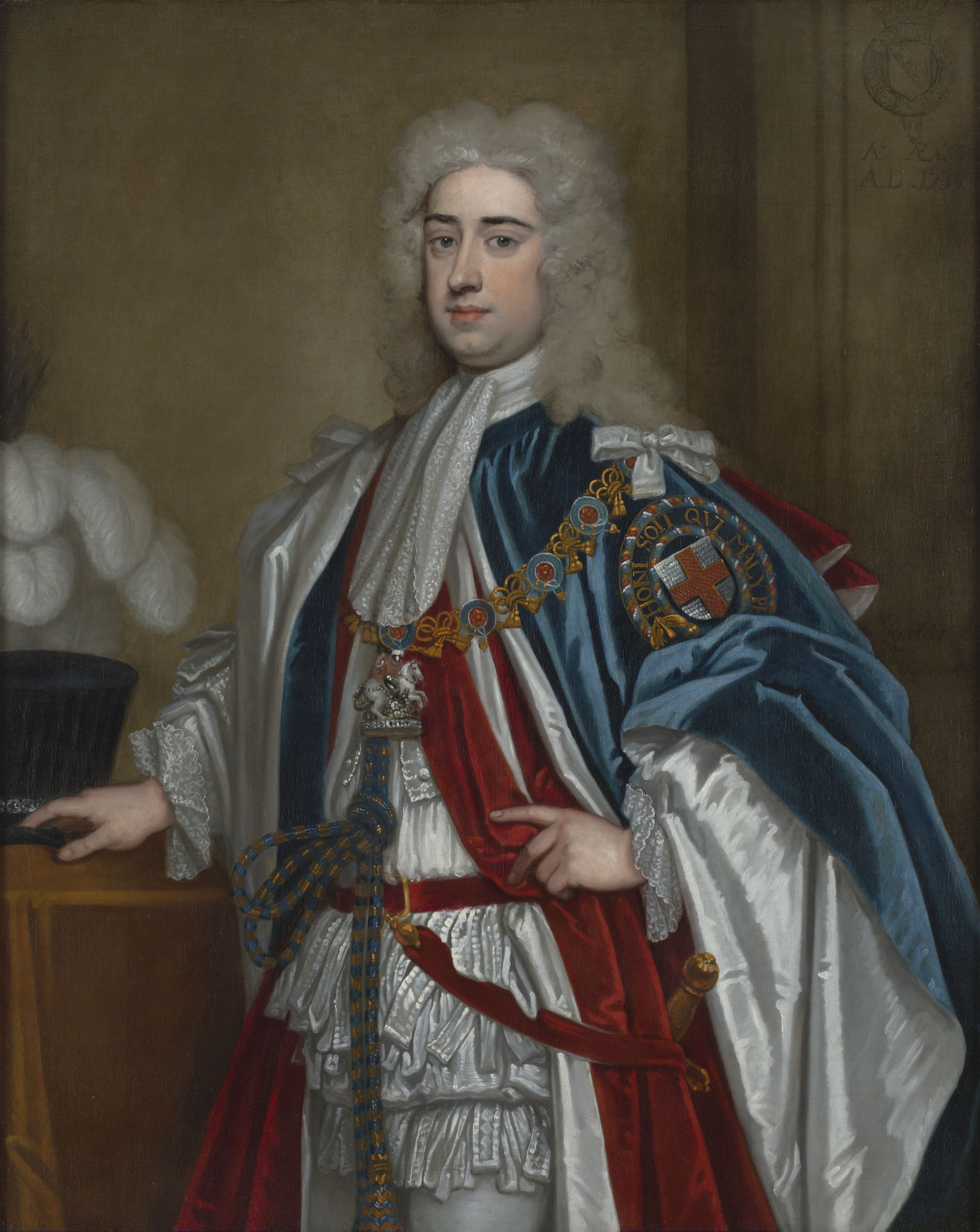
Lionel Sackville, 1. Duke of Dorset, Gemälde von Godfrey Kneller, 1719

Lionel Cranfield Sackville, 1. Duke of Dorset (* 18. Januar 1688 in Dorset; † 10. Oktober 1765 in Knole House, Kent) war ein englisch-britischer Adliger und Politiker.

## Leben

### Familie
Lionel Cranfield Sackville war der einzige Sohn von Charles Sackville, 6. Earl of Dorset, aus dessen zweiter Ehe mit Lady Mary Compton, der Tochter des 3. Earl of Northampton. Als Heir apparent seines Vaters führte er von Geburt an den Höflichkeitstitel Lord Buckhurst. Beim Tod seines Vaters erbte er im Januar 1706 dessen englische Adelstitel als 7. Earl of Dorset, 2. Earl of Middlesex, 7. Baron Buckhurst und 2. Baron Cranfield.
Seine Ausbildung erfuhr Sackville an der Westminster School.

### Karriere
Vermutlich weil er bereits 1706 gemeinsam mit Charles Montagu, 1. Earl of Halifax, auf einer diplomatischen Mission in Hannover gewesen war, wurde Sackville ausgewählt, König Georg I. im August 1714 vom Tod Königin Annes und seiner Thronbesteigung zu informieren. In den folgenden Jahren stand er hoch in der Gunst des Königs, der ihn in den Privy Council und den Hosenbandorden aufnahm und ihn zum Groom of the Stole, Lord Steward of the Household, Constable of Dover Castle und Lord Warden of the Cinque Ports ernannte. Bei der Krönung Georgs I. trug er das Zepter mit dem Kreuz, bei der Krönung Georgs II. fungierte Sackville als Lord High Steward und trug die Edwardskrone. 1717 geriet er in Streit mit dem König, sodass ihm mitgeteilt wurde, dass seine Dienste nicht mehr vonnöten waren, drei Jahre später wurde er jedoch am 17. Juni 1720 zum Duke of Dorset erhoben.
1730 wurde Sackville zum Lord Lieutenant of Ireland ernannt und besuchte die Insel in den folgenden Jahren dreimal. Das Amt hatte er bis 1737 inne, als er erneut zum Lord Steward of the Household ernannt wurde, 1745 wurde er Lord President of the Council. 1750 wurde er erneut zum Lord Lieutenant of Ireland ernannt. Während er in seiner ersten Amtszeit als Lord Lieutenant zur vollsten Zufriedenheit bei Hofe gehandelt hatte, herrschten während seiner zweiten Amtszeit akute politische Spannungen zwischen den beiden Hauptfraktionen der irischen Regierung, von denen die eine von Henry Boyle, dem Sprecher des irischen Unterhauses, und die andere von George Stone, dem anglikanischen Erzbischof von Armagh, angeführt wurde. Dorset, inzwischen stark von seinem Sohn George Sackville beeinflusst, machte den Fehler, den Erzbischof offen zu unterstützen. Es gelang ihm nicht, Boyle von der Macht zu verdrängen, und er wurde beschuldigt, das Werkzeug des Erzbischofs zu sein. Dies hatte zur Folge, dass er äußerst unbeliebt wurde, was schließlich 1755 zu seinem Rückruf führte. Für zwei Jahre fungierte Sackville als Master of the Horse, bevor er 1757 zum Constable of Dover Castle und Lord Warden of the Cinque Ports auf Lebenszeit ernannt wurde.
Lionel Sackville starb am 10. Oktober 1765 in Knole House in Kent und wurde in Withyham in Sussex beigesetzt.

## Ehe und Nachkommen
Im Januar 1709 heiratete Lionel Sackville Elizabeth Colyear, die Tochter des Generals Walter Philip Colyear (um 1657–1747). Sie wurde später Mistress of the Robes von Caroline von Ansbach, der Ehefrau König Georgs II. Der Ehe entstammten fünf Kinder:
- Lady Elizabeth Sackville (um 1711–1729) ⚭ 1726 Thomas Thynne, 2. Viscount Weymouth;
- Charles Sackville, 2. Duke of Dorset (1710/11–1769) ⚭ 1744 Hon. Grace Boyle;
- Lord John Philip Sackville (1713–1765) ⚭ 1744 Lady Frances Leveson-Gower.
- George Sackville, 1. Viscount Sackville (1716–1785) ⚭ 1754 Diana Sambrooke;
- Lady Caroline Sackville (1718–1775) ⚭ 1742 Joseph Damer, 1. Earl of Dorchester.